# Luziola bahiensis
Luziola bahiensis là một loài thực vật có hoa trong họ Hòa thảo. Loài này được (Steud.) Hitchc. mô tả khoa học đầu tiên năm 1909.